# Riva di Solto
Riva di Solto es una localidad y comune italiana de la provincia de Bérgamo, región de Lombardía, con 833 habitantes.

## Evolución demográfica
| Gráfica de evolución demográfica de Riva di Solto entre 1861 y 2001 |
|                                                                     |
| Fuente ISTAT - elaboración gráfica de Wikipedia                     |